# Transformers: Victory
Fight! Super Robot Lifeform Transformers Victory (トランスフォーマー・ビクトリー, Tatakae! Chou Robotto Seimei Tai Toransufomā Bikutorī, vaak afgekort tot Transformers: Victory) is een Japanse animeserie gebaseerd op de Transformers-franchise. Het is de derde Japanse spin-offserie van de oorspronkelijke Transformers-serie, en de laatste volledige serie van het "Generation 1"-tijdperk.

## Ontwikkeling
Nadat de Amerikaanse Transformers-serie stopte in 1987, besloot Takara (de Japanse producent van de Transformers speelgoedserie) de serie voort te zetten met een aantal anime. De eerste twee series waren Transformers: The Headmasters in 1987 en Transformers: Super-God Masterforce in 1988.
Deze Japanse series deden meer en meer afstand van de concepten uit de Amerikaanse series. Victory is wel het duidelijkste voorbeeld van deze veranderingen die Transformers in Japan onderging. De visuele stijl van Victory is meer gericht op typische animeseries van die tijd, met lange en dynamische transformaties van de robots.
Ondanks zijn dood in The Transformers: The Movie keerde Wheeljack terug in deze serie, samen met Perceptor uit de originele serie en God Ginrai en Minerva uit Transformers: Super-God Masterforce.

## Verhaal
Victory draait om een nieuwe Autobotleider genaamd Star Saber, die de Aarde moet beschermen tegen de troepen van Deszaras, de nieuwe keizer van de Decepticons. Deszaras wil de energie van de planeet om zijn massieve planeetverwoestende fort weer te activeren. De serie deed afstand van de verhaallijnen die vele afleveringen doorliepen (zoals in Headmasters en Masterforce), en keerde terug naar de Amerikaanse benadering van een apart verhaal per aflevering. De cast van de serie bestond vrijwel geheel uit nieuwe personages, hoewel er soms personages uit vorige series een gastoptreden hadden.
Victory ' s verhaal is verdeeld in 32 originele afleveringen. Echter, om onbekende redenen (vermoedelijk het krappe budget) bevatte de serie tijdens zijn originele uitzending ook zes clip shows, wat het totale aantal afleveringen op 38 bracht. Aan het eind van de serie werden nog eens zes clip shows gemaakt die alleen beschikbaar waren op home video en een paar zeldzame uitzendingen op de Japanse tv.

## Personages

### Autobots
Brainmasters
Transformers met een individuele partner, die met de Transformer kan combineren.
- Star Saber - Cybertronian Super-Jet: hoofdpersoon in de serie.
- Blacker - Assault Buggy
- Laster - Lamborghini Countach
- Braver - Ferrari F40
- Road Caesar - Gecombineerde vorm van Blacker, Braver en Laster

Multiforce
Zes Autobots die kunnen combineren met elkaar en een groot geheel kunnen vormen.
- Wingwaver
  - Wing - Fighter Jet
  - Waver - Sea Skimmer
- Dashtacker
  - Dash - Sports Car
  - Tacker - Military Transport Vehicle
- Machtackle
  - Mach - Space Shuttle
  - Tackle - Pickup Truck
- Landcross - Multiforce Combined Form

 Micromasters
- Rescue Patrol
  - Holi (Stakeout) - Politieauto
  - Pipo (Fixit) - Ambulance
  - Boater (Seawatch) - Politieboot
  - Fire (Red Hot) - Brandweerwagen
- Clipper - Sportwagen

Sixchanger
- Greatshot - Assault Tank, Jet, Rhino, Armored Car, Assault Gun

Overig
- Perceptor - Microscoop
- Wheeljack - Lancia Stratos
- Minerva - Porsche Ambulance
- Victory Leo - Leeuw
- Galaxy Shuttle - Space Shuttle

### Decepticons
Breast Force
Decepticonkrijgers wiens torsoplaten kunnen veranderen in dieren en wapens.
- Deszaras - Vogelmonster
  - Eagle Beast
  - Tiger Beast
- Liokaiser - Breastforce Gestalt
  - Leozack - F-14 Tomcat
    - Lion Beast

  - Drillhorn - Drill Tank
    - Rhino Breast

  - Killbison - Gepard Air Defence Tank
    - Bison Beast

  - Jaruga - Missile Buggy
    - Jaguar Beast

  - Hellbat - JAS 39 Gripen
    - Komori Beast

  - Gaihawk - MiG-29 Fulcrum
    - Hawk Beast
- Deathcobra - Gevechtshelikopter
  - Cobra Beast

Dinoforce
Een team van pretenders.
- Goryu - Tyrannosaurus
- Rairyu - Brontosaurus
- Gairyu - Ankylosaurus
- Doryu - Stegosaurus
- Kakuryu - Triceratops
- Yokuryu - Pterodactylus
- Dinoking - Dinoforce Gestalt

Overig
- Black Shadow - Ruimteschip / Interceptor
- Blue Bacchus - Helikopter / Dragster

## Afleveringen
1. Star Saber, Hero of the Universe
2. Dinoking's Surprise Attack
3. Charge, Leozak
4. Multiforce, Combine
5. Go Rescue Squad
6. Invasion of the Uranium Mine
7. Terror Under the Big City
8. The New Warrior, Hellbat
9. Attack the Shuttle Base!
10. Tanker Theft Operation
11. Rescue Jan!
12. Mach and Tackle
13. Battle on the Asteroid
14. The Warriors of Planet Micro
15. Rescue Gaihawk!
16. Liocaesar, Merge!
17. The Destron Fortress Resurrected
18. The Power of Rage
19. Struggle at the South Pole
20. Ambush in the Desert
21. A Battle of Life and Death
22. Farewell, God Ginrai
23. Fight, Victory Leo
24. Awaken, Victory Leo!
25. The Victory Combination
26. Jan, Protect the School
27. Mystery? The Base-Exploding Trap
28. The Death-Bringing Space Bug
29. Terror of the Giant Tsunamis
30. The Resurrection of the Space Fortress
31. Charge! The Fortress against the Victory Combination

## Rolverdeling
- Hideyuki Tanaka ... Star Saber, Victory Saber
- Miyoko Aoba ... Clipper
- Takeshi Aono ... Deathzaras
- Miyako Endo ... Jan Minakaze
- Daisuke Gori ... Gôryû, Dinoking
- Masato Hirano ... Kakuryû, Drillhorn
- Yoshikazu Hirano ... Dashtacker, Waver
- Shingo Hiromori ... Laster, Galaxy Shuttle
- Masashi Hironaka ... Wingwaver, Wing, Landcross, Doryû, Narrator
- Aya Hisakawa ... Boarder, Joyce
- Michihiro Ikemizu ... Great Shot
- Hirohiko Kakegawa ... Braver, Yokuryû, Jarrguar
- Hinako Kanamaru ... Pîpô
- Tomoko Maruo ... Fire, Lami